# Château Lilian Ladouys
Le Château Lilian Ladouys est un domaine viticole situé sur l’appellation Saint-Estèphe en Gironde, appartenant à la famille Lorenzetti. Le domaine obtient son classement en tant que Cru bourgeois exceptionnel en 2020. Ses vignes sont cultivées en agriculture biologique et s’étendent sur 80 hectares, avec des sols graveleux et argilo-calcaires, typiques du Médoc.

## Histoire du domaine

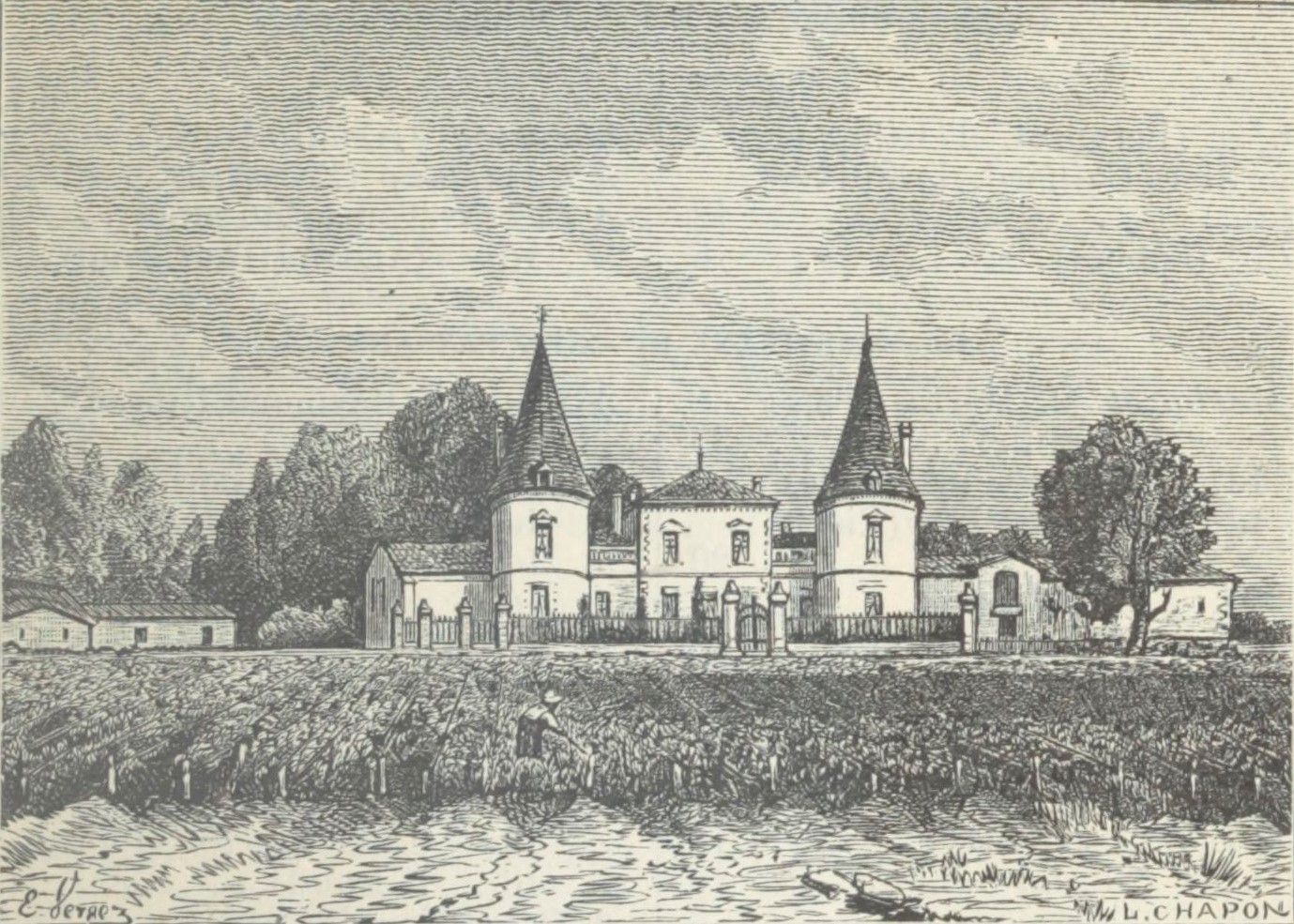
Illustration du Château Ladouys en 1898.

Le château Lilian Ladouys est un domaine ancien, dont les origines remontent à 1564. Alors nommé Domaine de “La Doys”, il était tenu en fief par Jacques de Becoyran, seigneur de Lafite et maître du Médoc.
Au XVIIIe siècle, et durant plus de 150 ans, la famille Barre devient propriétaire du Château et façonne son identité. Au cours du XIXe siècle, des travaux sont effectués, lui donnant son apparence actuelle. Ces travaux ont notamment donné naissance à deux nouvelles tours qui encadrent l’entrée de la bâtisse.
En 1850, la première édition du Cocks et Féret le cite parmi les meilleurs vins de Saint-Estèphe. Il acquiert en 1932 le statut de Cru bourgeois supérieur.
En 2008, la famille Lorenzetti devient propriétaire du Château Lilian Ladouys. Ils initient de grands changements avec l’aide de Vincent Bache-Gabrielsen (directeur), notamment au niveau du vignoble, très morcelé, et qui fait l’objet d’un vaste remembrement pour être recentré sur les meilleurs terroirs de l’appellation. En 2009, un nouveau cuvier semi-enterré améliore l’outil de vinification. En 2013, Emmanuel Cruse rejoint l’équipe en tant que directeur général.
En 2018, la famille fait l’acquisition des châteaux Clauzet et Tour de Pez, dont les parcelles sont contiguës au Château Lilian Ladouys. Ces dernières viennent renforcer le vignoble de Lilian Ladouys, qui s’agrandit pour atteindre 80 hectares. Désormais, les proportions de ses sols atteignent 80 % de graves (près de 67 % par le passé) et 20 % d’argilo-calcaires (près de 34 % par le passé) des sols.
Dans le même temps, de nouveaux travaux sont effectués au niveau des chais, signés par l’architecte Jean-Michel Wilmotte (à l’origine du nouveau chai du Château Pédesclaux, également propriété de la famille Lorenzetti).

## Vignoble
Le Château Lilian Ladouys possède 80 hectares de vignes en appellation Saint-Estèphe. Le sol est composé à 80 % de sols graveleux et 20 % de sols argilo-calcaires.
Le vignoble est aujourd’hui planté pour 50 % de merlot, 45 % de cabernet sauvignon, 4 % de petit verdot, 1 % de cabernet franc. Après avoir obtenu la certification HVE3, le vignoble est maintenant en conversion en agriculture biologique.

## Vins
La vinification s’effectue dans des cuviers à deux niveaux pour permettre de travailler au maximum par gravité. Une macération pré-fermentaire à froid est réalisée. Pour une extraction en douceur, seule la technique du délestage est pratiquée.
L’élevage des vins en barriques dure 14 mois avec trois types de barriques : des fûts de 400 litres, des barriques bordelaises (225 litres) et des barriques bourguignonnes (228 litres).
Le domaine produit deux vins :
- Château Lilian Ladouys en appellation Saint-Estèphe et classé cru bourgeois exceptionnel ;
- La Devise de Lilian, le second vin, en appellation Saint-Estèphe.

### Articles Connexes
- Château Pédesclaux
- Saint-Estèphe
- Cru bourgeois
- Jacky Lorenzetti

#### Internet
- Site officiel
- « Château Lilian Ladouys - Appellations et Crus classés », sur ABC du Vin.
- « Château Lilian-Ladouys - Inventaire Général du Patrimoine Culturel », sur dossiers-inventaire.aquitaine.fr.
- (en) « Learn about Chateau Lilian Ladouys St Estephe, Complete Guide », sur The Wine Cellar Insider.

#### Presse
- Laura Bernaulte, « Lilian Ladouys, une étoile montante à Saint-Estèphe Tasting », Terre de Vins,‎ 16 janvier 2016 (lire en ligne).
- Jean-Michel Brouard, « Lilian-Ladouys le cru bourgeois qui monte, qui monte », Terre de Vins,‎ 7 mars 2017 (lire en ligne).
- Gabrielle Vizzavona, « Manon Lorenzetti "La nouvelle génération va porter le bio" », Le Figaro,‎ 30 mai 2018 (lire en ligne).